# Premi e riconoscimenti di Rooney Mara

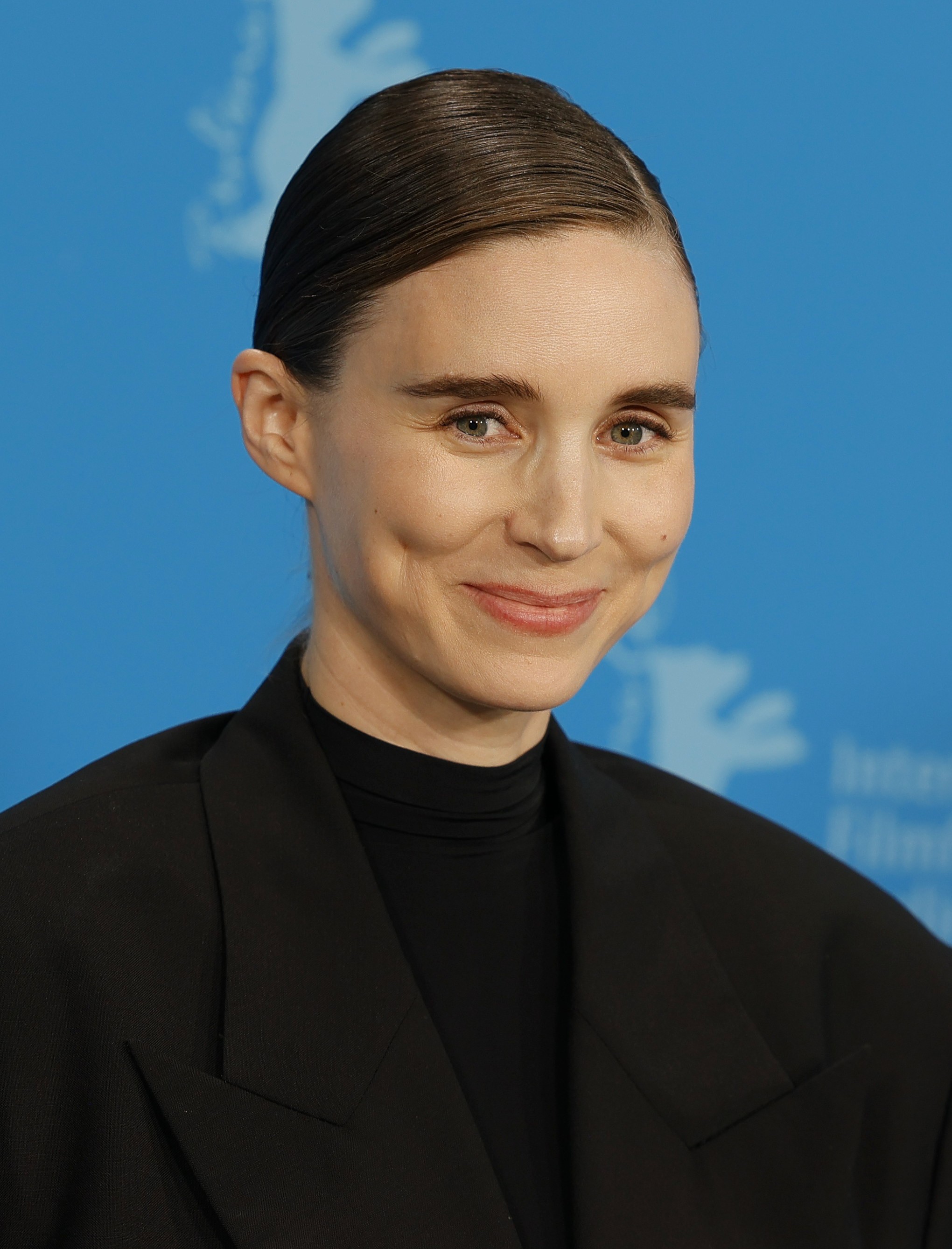
Rooney Mara nel 2024.

Questa è la lista dei premi e riconoscimenti di Rooney Mara.

## Premi cinematografici e televisivi

### Principali
- Premi Oscar
  - 2012 – Candidatura alla migliore attrice per Millennium - Uomini che odiano le donne[1]
  - 2016 – Candidatura alla migliore attrice non protagonista per Carol[2]

- Golden Globe
  - 2012 – Candidatura alla migliore attrice in un film drammatico per Millennium - Uomini che odiano le donne[3]
  - 2016 – Candidatura alla migliore attrice in un film drammatico per Carol[4]

- Premi BAFTA
  - 2016 – Candidatura alla migliore attrice non protagonista per Carol[5]

- Screen Actors Guild Awards
  - 2016 – Candidatura alla miglior attrice non protagonista per Carol[6]
  - 2023 – Candidatura al Miglior cast cinematografico per Women Talking - Il diritto di scegliere

### Altri
- AACTA International Awards
  - 2016 – Miglior attrice non protagonista per Carol[7]

- Alliance of Women Film Journalists
  - 2012 – Candidatura alla miglior rivelazione per Millennium - Uomini che odiano le donne
  - 2012 – Candidatura alla maggior differenza di età tra l'uomo guida e l'interesse amoroso per Millennium - Uomini che odiano le donne
  - 2012 – Candidatura alla migliore rappresentazione della nudità, della sessualità o della seduzione per Millennium - Uomini che odiano le donne
  - 2012 – Kiss Kiss Award alla Migliore action star femminile per Millennium - Uomini che odiano le donne
  - 2016 – Candidatura alla miglior attrice non protagonista per Carol

- Australian Academy of Cinema and Television Arts
  - 2018 – Candidatura alla miglior attrice per Maria Maddalena

- Awards Circuit Community Awards
  - 2011 – Candidatura alla miglior attrice per Millennium - Uomini che odiano le donne[8]
  - 2015 – Candidatura alla miglior attrice per Carol[9]

- Central Ohio Film Critics Association Awards
  - 2011 – Candidatura al miglior cast per The Social Network
  - 2016 – Candidatura alla miglior attrice non protagonista per Carol

- Critics' Choice Movie Award
  - 2011 – Candidatura al miglior cast corale per The Social Network
  - 2016 – Candidatura alla miglior attrice non protagonista per Carol[10]

- Dallas-Fort Worth Film Critics Association Awards
  - 2015 – Miglior attrice non protagonista per Carol

- Empire Awards
  - 2012 – Candidatura alla Miglior attrice per Millennium - Uomini che odiano le donne

- Festival di Cannes
  - 2015 – Prix d'interprétation féminine per Carol[11]

- Georgia Film Critics Association
  - 2012 – Candidatura alla miglior attrice per Millennium - Uomini che odiano le donne
  - 2016 – Candidatura alla miglior attrice per Carol

- Gold Derby Awards
  - 2011 – Candidatura al miglior cast per The Social Network
  - 2012 – Candidatura alla miglior attrice per Millennium - Uomini che odiano le donne
  - 2016 – Candidatura alla miglior attrice non protagonista per Carol
  - 2023 – Candidatura al miglior cast per Women Talking - Il diritto di scegliere

- Golden Schmoes Awards
  - 2011 – Candidatura alla miglior rivelazione per Millennium - Uomini che odiano le donne[12]
  - 2011 – Candidatura al miglior T&A per Millennium - Uomini che odiano le donne[12]
  - 2011 – Miglior attrice per Millennium - Uomini che odiano le donne[12]
  - 2015 – Candidatura alla miglior attrice non protagonista per Carol[13]

- Hollywood Film Award
  - 2010 – Miglior cast per The Social Network

- Internet Film Critics Society Award
  - 2016 – Miglior attrice non protagonista per Carol

- Internet Film Critics Society Award
  - 2012 – Miglior attrice per Millennium - Uomini che odiano le donne

- Independent Spirit Awards
  - 2016 – Candidatura alla migliore attrice protagonista per Carol

- International Online Cinema Awards
  - 2013 – Candidatura alla miglior attrice per Effetti collaterali
  - 2016 – Miglior attrice per Carol
  - 2017 – Candidatura alla miglior attrice per Song to Song

- Kansas City Film Critics Circle Awards
  - 2015 – Candidatura alla miglior attrice non protagonista per Carol

- London Critics Circle Film Awards
  - 2016 – Candidatura alla miglior attrice per Carol[14]

- MTV Movie & TV Awards
  - 2012 – Candidatura alla miglior performance femminile per Millennium - Uomini che odiano le donne
  - 2012 – Candidatura alla miglior performance rivelazione per Millennium - Uomini che odiano le donne
  - 2012 – Candidatura alla miglior trasformazione sullo schermo per Millennium - Uomini che odiano le donne

- National Board of Review Awards
  - 2011 – Miglior performance rivelazione per Millennium - Uomini che odiano le donne

- New York Film Critics, Online
  - 2015 – Miglior attrice non protagonista per Carol

- Online Film & Television Association
  - 2012 – Candidatura alla miglior attrice emergente per Millennium - Uomini che odiano le donne
  - 2012 – Candidatura alla miglior attrice per Millennium - Uomini che odiano le donne
  - 2016 – Candidatura alla miglior attrice per Carol

- Online Film Critics Society Awards
  - 2015 – Miglior attrice non protagonista per Carol

- Palm Springs International Film Festival
  - 2011 – Miglior cast per The Social Network
  - 2016 – Sonny Bono Visionary Award per Carol

- Razzie Awards
  - 2016 – Candidatura alla peggior attrice non protagonista per Pan - Viaggio sull'isola che non c'è[15]

- San Diego Film Critics Society Awards
  - 2010 – Candidatura al miglior cast per The Social Network

- San Francisco Film Critics Circle
  - 2015 – Candidatura alla miglior attrice non protagonista per Carol

- Santa Barbara International Film Festival
  - 2012 – Virtuoso Award per Millennium - Uomini che odiano le donne
  - 2016 – Cinema Vanguard Award per Carol

- Satellite Awards
  - 2016 – Candidatura alla migliore attrice non protagonista per Carol[16]

- Saturn Award
  - 2012 – Candidatura alla miglior attrice protagonista per Millennium - Uomini che odiano le donne[17]

- Seattle Film Critics Awards
  - 2016 – Candidatura alla miglior attrice per Carol

- St. Louis Film Critics Association
  - 2011 – Miglior attrice per Millennium - Uomini che odiano le donne
  - 2015 – Candidatura alla miglior attrice non protagonista per Carol
  - 2022 – Miglior cast per Women Talking - Il diritto di scegliere

- Telluride Film Festival
  - 2015 – Silver Medallion Award (Tributo)

- Toronto Film Critics Association Awards
  - 2015 – Candidatura alla miglior attrice non protagonista per Carol

- Utah Film Critics Association Awards
  - 2011 – Candidatura alla miglior attrice per Millennium - Uomini che odiano le donne

- Village Voice Film Poll
  - 2015 – Candidatura alla miglior attrice per Carol
  - 2015 – Candidatura alla miglior attrice non protagonista per Carol

- Washington D.C. Area Film Critics Association
  - 2010 – Candidatura al miglior cast per The Social Network
  - 2015 – Candidatura alla miglior attrice non protagonista per Carol